# Окатьева гора
Окатьева гора — памятник древности в Кандалакшском районе Мурманской области.
Наиболее примечательная крутая и скалистая гора, входящая в состав Домашних гор (высшая точка 547 м).

## География
Окатьева гора и ущелье «Железные ворота» входят в состав горных массивов Кольского полуострова. Горы этого района имеют столообразный характер — высокие плоские плато круто обрываются к окружающим их низинам. Плато рассечены глубокими долинами и ущельями. Поверхность плато покрыта голыми каменными россыпями и обломками скал.
Ледник, некогда покрывавший весь Кольский полуостров, сгладил горы и оставил валуны и морены, перегораживающие некоторые долины.

## Происхождение и описание
Акка — в переводе с саамского языка означает женское божество, Прародительница, Матерь Божья, Великая Богиня.
Ущелье, расположенное между Окатьевской и Домашними тундрами, представляет собой каменный коридор длиной примерно 150 м. Древние саамы были уверены в том, что ущелье — символ женского начала, является местом обитания Великой Богини. Здесь совершались таинства и обряды. Считается, что в таком месте нельзя смеяться, громко разговаривать и сквернословить.
Взойти на Окатьеву гору непрофессионалу тяжело и интересно. Геодезический знак на вершине хорошо виден с шоссе. Прекрасный вид с вершины на Колвицкую губу.
Добраться до Окатьевой горы можно пешком от села Лувеньги.